# Богаевский, Авксентий Трофимович
Авксентий Трофимович Богаевский (13 декабря 1848, Устивица, Полтавская губерния — 1930, Кременчуг) — российский и советский хирург, учёный и общественный деятель.

## Биография
Авксентий Трофимович родился в селе Устивица Миргородского уезда 13 декабря 1848 года.Дворянин. В семье было 4 сына, все из которых получили образование в гимназиях. Авксентий Трофимович закончил Полтавскую гимназию с серебряной медалью в 1869 году. В 1874 году окончил медицинский факультет Императорского Киевского университета святого Владимира. Единственный из всего выпуска был направлен университетом на стажировку в Медико-хирургическую академию в Санкт-Петербурге. После окончания университета поступил на службу земским врачом в местечко Камышня Миргородского уезда, служил также врачом в местечке Шишаки того же уезда, неподалёку от родного села. В этот период Богаевский женился на Паулине Федосеевне, у них родилась дочь Ольга. 

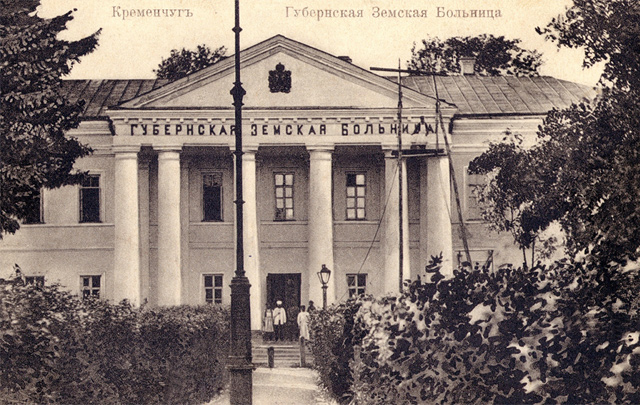
Земская больница в Кременчуге

В 1883 году Богаевский был приглашён на должность старшего врача Кременчугской земской больницы. За годы его деятельности больница стала лучшей в левобережной Украине как по оборудованию, так и по объему и уровню медицинской помощи, в частности, хирургической. В условиях земской больницы Богаевский стал одним из первых широко внедрять полостные операции. Диапазон деятельности хирурга охватывал гастростомии, операции по поводу эхинококковой болезни и брюшной водянки (асцита), резекции желудка — первая подобная операция была проведена Богаевским в 1888 году, через три года после Василия Александровича Ратимова. Богаевский расширил больницу, реорганизовал её работу, основал больничную библиотеку. Выступил основателем и директором акушерско-фельдшерской школы, открытой в 1904 году при больнице. Персонал получил прибавку к зарплате, некоторым сотрудникам предоставлялось на территории больницы жилье. Супруги Богаевские также проживали при больнице.
В 1911 году Совет Киевского Университета на заседании 18 Марта единогласно удостоил Богаевского степени доктора медицины Honoris causa, без защиты диссертации. До этого из земских врачей подобной чести удостаивался лишь хирург Кузнецкий из Пермской губернии. В 1913 году Богаевский оставил земскую больницу и вплоть до самой смерти в 1930 году служил хирургом-консультантом в Кременчугской еврейской городской больнице. В 1925 году Богаевскому был посвящён съезд хирургов левобережной Украины, проходивший в Харькове. Авксентий Трофимович выступил на съезде с докладом. По некоторым данным, Богаевскому также было присвоено звание Героя Труда СССР.
Богаевский и его супруга были похоронены на городском кладбище Кременчуга. Могила не сохранилась.

## Общественная деятельность
Авксентий Трофимович активно участвовал в жизни Миргородского и Кременчугского общества. Был уездным, губернским гласным, гласным Кременчугской городской думы. Отчасти благодаря деятельности Богаевского в Кременчуге появились водопровод, дезинфекционная камера, было построено новое здание Кременчугской женской гимназии, открыто коммерческое училище, Пушкинская народная аудитория. Богаевский также выступал председателем попечительного совета женской гимназии и входил в Кременчугское благотворительное общество вспомоществования бедным.
В 1913 году Богаевский был председателем садовой комиссии Кременчуга и выступал за устройство «сквера на берегу Днепра, вблизи пароходных пристаней и сада на противоположном острове с приспособлением переправы на этот остров посредством электрической тяги». В 1917 году Авксентий Трофимович предлагал для решения проблемы энергообеспечения города использование силы течения Днепра между пролётами моста.
В советский период Богаевский был беспартиен, несмотря на появившиеся после его смерти утверждения в принадлежности к реакционной партии.

## Научная деятельность

### Участие в научных сообществах
Богаевский был товарищем, а с сентября 1888 по 1905 года — председателем Кременчугского общества врачей. Участвовал в съездах русского хирургического общества врачей в память Н. И. Пирогова и с 1886 года состоял постоянным его членом. Был членом международных медицинских конгрессов в Берлине, Москве, Париже. Изучал организацию медико-санитарной службы в Москве, Санкт-Петербурге, Берлине, Париже и Вене. Являлся членом-учредителем общества русских хирургов и членом международного общества хирургов в Брюсселе. В 1900 году Богаевский был избран товарищем председателя 1-го съезда российских хирургов в Москве, являлся член-корреспондентом общества. Состоял членом и почетным членом многих провинциальных обществ врачей (роменского, мелитопольского и других).
В 1896 году на операции Богаевского в Кременчугской земской больнице присутствовала делегация участников Пироговского съезда врачей в составе 31 человека.

### Научная школа
Богаевский был крупным научным руководителем, создавшим школу хирургов. В числе его учеников были хирурги В. В. Токаренков, С. И. Платонов, А. М. Орловский, Η. Ф. Кузнецов и другие.

### Научные труды
Богаевскому принадлежит 85 работ, в частности, в газете «Земство»:
- Санитарное состояние Миргородского земства, 1881
- Оценка мероприятий против дифтерита в Полтавской губернии, 1881

В «Русской Медицине»:
- К казуистике лечения злокачественных лимфов шеи мышьяком, 1885
- Эхинококк печени, извлеченный хирургическим путем, 1885
- Случай Peliolis cheumatice, 1885
- Cysta parowarii etc., 1885
- К казуистике высокого камнесечения, три случая Sectio alta, 1887

В «Хирургическом вестнике»:
- Краткий очерк деятельности Кременчугской больницы за 1884 г., 1885
- Случай гастростолии при раковом сужении пищевода, 1885
- Внематочная беременность. Удаление путем чревосечения,1885
- Случай гастростомии по поводу рубцового сужения пищевода, 1888
- Случай частичной резекции желудка, 1891

В «Хирургической летописи»:
- Случай наружного сечения пищевода для удаления инородного тела (медный пятак) с благоприятным исходом, 1883
- Случай трахеотомии для удаления из бронхов инородного тела, 1893
- К казуистике резекции привратника желудка, 1894
- К казуистике удаления инородных тел в дыхательных путях, 1898

Доклады в гинекологической секции съездов врачей:
- 150 чревосечений в кременчугской больнице с 8 Мая 1885 по 4 Марта 1896 г.
- 4 случая эхинококка.
- К казуистике лечения бугорчатки брюшины и кишок, посредством чревосечения

Доклады на съездах русских хирургов:
- Дермоид мочевого пузыря с демонстрацией препарата — "Практически врач" 1892 и Centrallblat fur Chirurgii
- К казуистике непроходимости тонких кишок, вследствие туберкулезного поражения. 3 чревосечения.

В «Вестнике офтальмологии»:
- Краткий очерк глазных болезней в Кременчугской больнице, 1885
- Краткий отчет о 173 операциях катарактов в Кременчугской Земской больнице, 1887

Доклад на съезде врачей в память Пирогова:
- Потребность сельского населения в медицинской помощи при глазных болезнях, 1886

Богаевский также выступал с докладами на заседаниях Кременчугского общества врачей.

## Семья
Ольга Богаевская, дочь хирурга, получила образование в Швейцарии и преподавала в Кременчуге немецкий и французский языки. Осталась незамужней. Сын Богаевских, Павел, стал горным инженером и работал на Урале, где погиб в 1919 году во время Гражданской войны. Ольга взяла на воспитание его сына, Валентина. После смерти отца Ольга покинула город. Валентин, внук Богаевского, после окончания в 1941 году Днепропетровского университета был призван на фронт. По некоторым данным, попал в немецкий плен и умер в концлагере в Крюкове, возле родного Кременчуга.

## Память

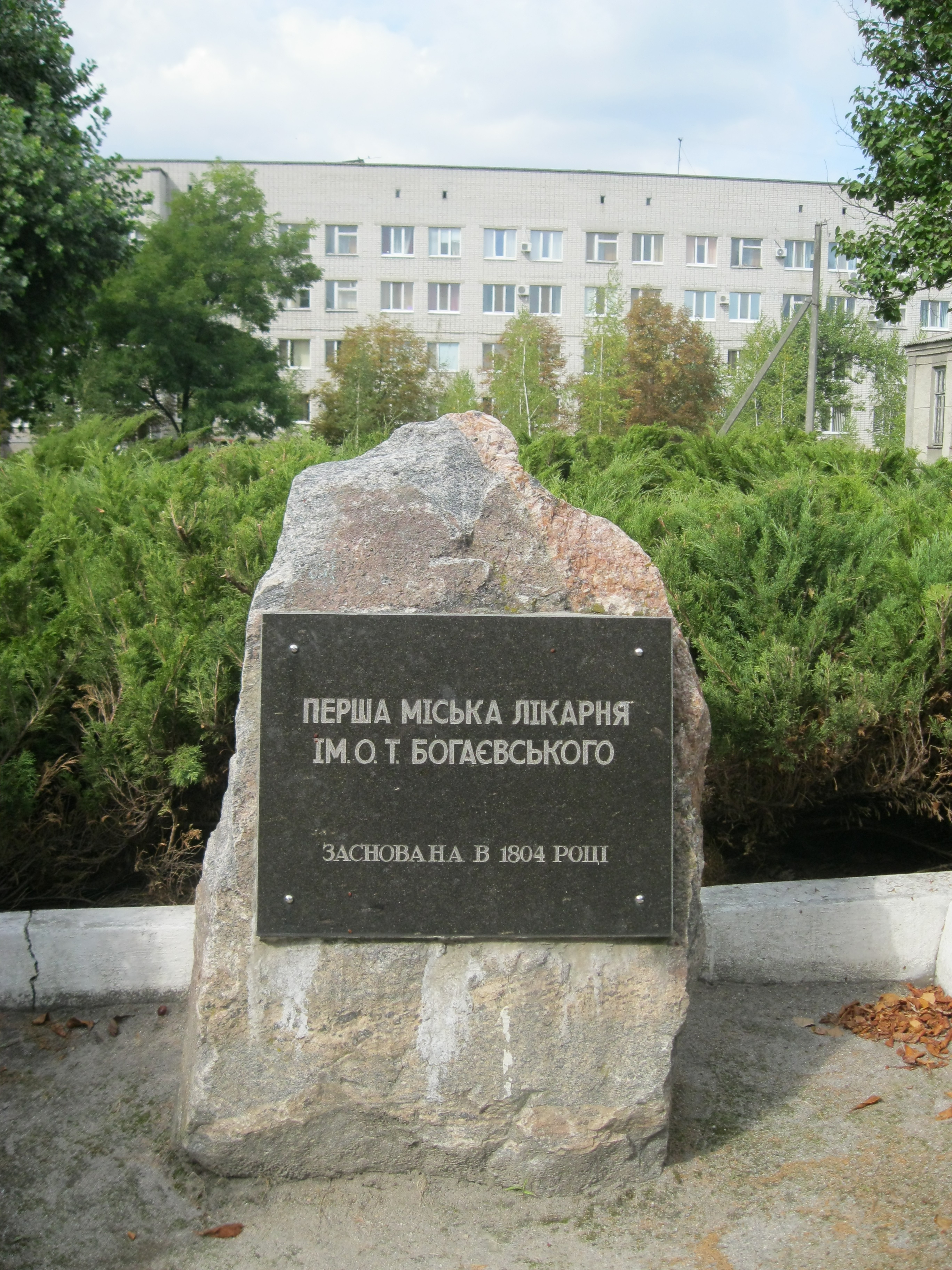
Памятный камень в Кременчуге

В городе Кременчуг, где много лет работал Богаевский, в честь него названа одна из улиц (бывшая улица 40-летия Октября, переименована в 2016 году).
Губернская земская больница, в которой более 30 лет работал Богаевский, была уничтожена во время Второй мировой войны. На её месте в советское время была построена первая городская больница, которая ныне носит имя врача. Рядом с больницей в 1994 году был установлен посвящённый хирургу памятный камень.